# Уадан
Уадан или Вадан (араб. وادان‎) — древнее укреплённое поселение (ксар), а также небольшой современный город в мавританской области Адрар. Совместно с ксарами Тишит, Шингетти, Уалата является памятником Всемирного наследия ЮНЕСКО.
Город был основан берберским племенем в 1147 году у подножия плато Адрар, со временем стал важным торговым центром.
В 1487 году в городе был основан португальский торговый пост. С XVII века город приходит в упадок. Руины старого города остаются нетронутыми, современное поселение находится за его чертой.
В 20 км к северо-востоку от города находится структура Ришат — примечательное геологическое образование посреди пустыни.